# Gokū no kōtsū ansen
 (mai 2024).
Gokū no kōtsū ansen (悟空の交通安全, Gokū no kōtsū ansen, littéralement « Goku et la sécurité routière ») est un épisode spécial japonais réalisé par Mitsuo Hashimoto sorti uniquement au Japon en 1988.
Cet épisode « éducatif » est surtout destiné aux jeunes. Les paroles du générique de fin ont été changées pour s'adapter à l’histoire.

## Synopsis
Il nous montre Son Goku qui se promène dans la ville sans respecter le code de la route (passage piéton, feu tricolore, etc.) et ce qu’il faut donc faire pour éviter l’accident.

## Fiche technique
- Titre original : 悟空の交通安全 (Gokū no kōtsū ansen)
- Titre français traduit : Goku et la sécurité routière
- Réalisation : Mitsuo Hashimoto
- Scénario : adapté du manga Dragon Ball d’Akira Toriyama
- Pays d’origine :  Japon
- Format : couleurs
- Genre : aventure, fantastique
- Durée : 15 minutes
- Date de sortie : 1988

## Distribution
- Tōru Furuya : Yamcha
- Mami Koyama : Lunch, policier
- Kōhei Miyauchi : Kamé Sennin
- Masako Nozawa : Son Goku
- Mayumi Tanaka : Krilin
- Naoki Tatsuta : Oolong
- Hiromi Tsuru : Bulma
- Naoko Watanabe : Puerh